# Lista de recordes de bilheteria estabelecidos por Avengers: Infinity War
Avengers: Infinity War é o terceiro filme dos Vingadores e o décimo nono filme do Universo Cinematográfico Marvel (UCM), lançado seis anos após o primeiro filme dos Avengers e dez anos após o primeiro filme do UCM. Dirigido por Anthony e Joe Russo, o filme apresenta um ensemble cast de atores reprisando seus papéis de filmes anteriores do UCM. Os analistas de bilheteria identificaram o boca a boca positivo e a expectativa acumulada ao longo do UCM como fatores que trabalharam a favor do filme.
Infinity War foi lançado em abril de 2018 e quebrou vários recordes de bilheteria em vários mercados. Em todo o mundo, ele estabeleceu o recorde de maior bilheteria de abertura, o mais rápido filme a arrecadar 1 bilhão e 1,5 bilhão de dólares de todos os tempos, e a maior bilheteria de 2018. No mercado interno dos Estados Unidos e Canadá, o filme bateu recordes como a maior bilheteira de final de semana de estreia, no sábado, e no domingo, bem como a arrecadação acumulada mais rápida de 150 milhões a 250 milhões de dólares. Em outros territórios, ele se tornou o filme de maior bilheteria de todos os tempos em mais de dez mercados, incluindo Brasil, México e Filipinas.
Muitos dos recordes do filme estão listados abaixo. Os dados sobre o recorde anterior e os recordes que já foram ultrapassados são apresentados quando disponíveis e aplicáveis. Todas as receitas brutas são expressas em dólares americano não ajustados, exceto onde indicado de outra forma.

## Mundialmente
Avengers: Infinity War arrecadou 2.048.359.754 de dólares em todo o mundo. O filme bateu recordes de maior bilheteria em um final de semana de estreia, foi o mais rápido para arrecadar US$ 1 bilhão a US$ 1,5 bilhão, e alcançou a maior receita bruta no formato 4DX.
| Recorde                                                       | Número            | Detentor anterior do recorde                | Superado por                          |
| ------------------------------------------------------------- | ----------------- | ------------------------------------------- | ------------------------------------- |
| Maior final de semana de abertura e fim de semana único bruto | US$ 640,5 milhões | The Fate of the Furious – US$ 541,9 milhões | Avengers: Endgame – US$ 1,223 bilhão  |
| Mais rápido a faturar US$ 1 bilhão                            | 11 dias           | Star Wars: The Force Awakens – 12 dias      | Avengers: Endgame – 5 dias            |
| Mais rápido a faturar US$ 1,5 bilhão                          | 18 dias           | Star Wars: The Force Awakens – 19 dias      | Avengers: Endgame – 8 dias            |
| Filme de super-herói de maior bilheteria                      | US$ 2,048 bilhões | The Avengers – $1,517 bilhão                | Avengers: Endgame – US$ 2,795 bilhões |
| Maior receita bruta de final de semana de abertura em 3D      | US$ 366 milhões   | —                                           | Avengers: Endgame – US$ 540 milhões   |
| Filme de maior bilheteria de 2018                             | US$ 2,048 bilhões | —                                           | —                                     |

## Estados Unidos e Canadá

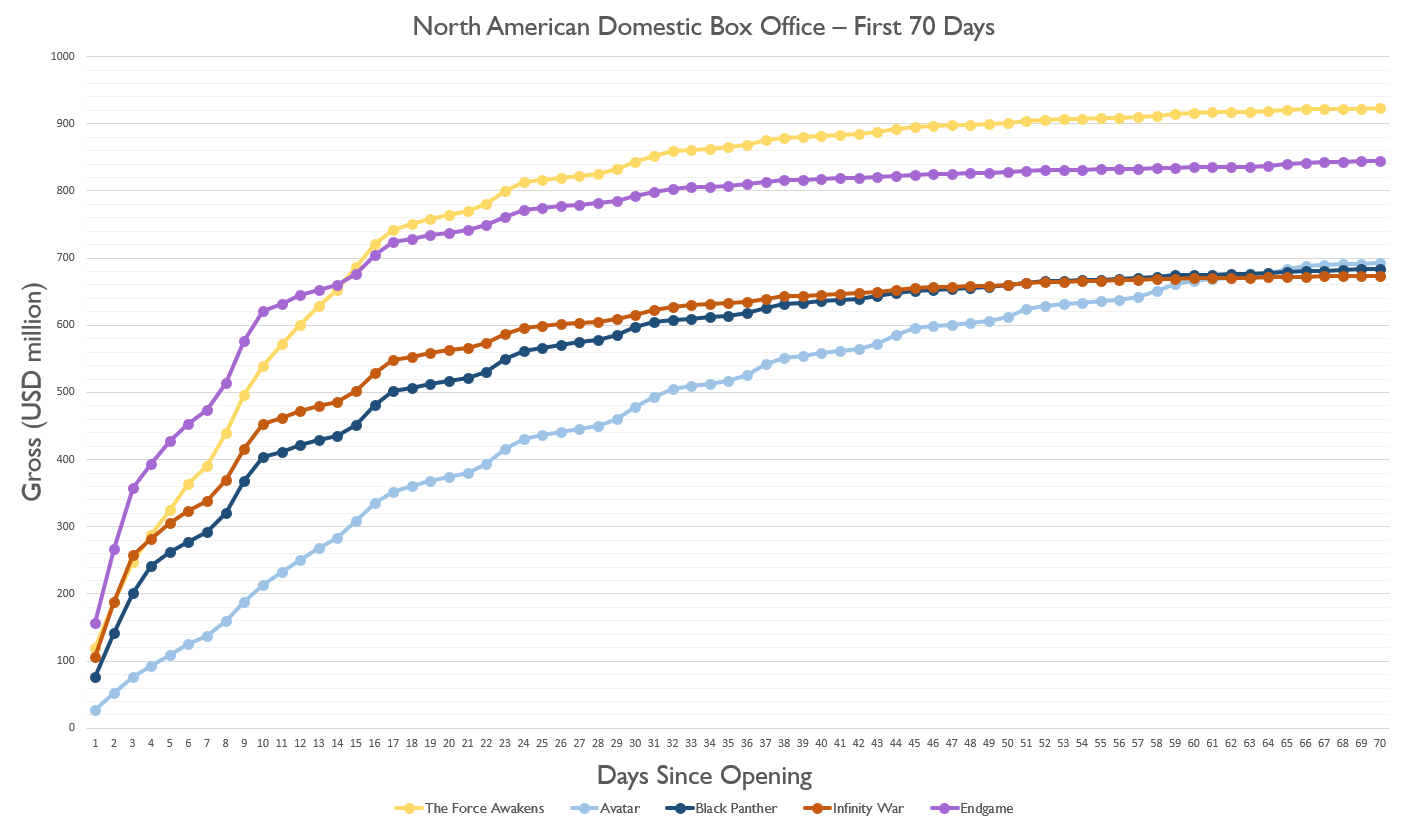
Gráfico da bilheteria norte-americana de Avengers: Infinity War contra os quatro filmes de maior bilheteria do mercado.

Avengers: Infinity War arrecadou US$ 678.815.482 nos Estados Unidos e Canadá. O filme estabeleceu recordes para o fim de semana de estreia de maior bilheteria e foi o mais rápido a arrecadar de US$ 150 milhões a US$ 250 milhões. Ele também estabeleceu vários recordes em um único dia e teve a maior abertura e lançamento de PG-13 até hoje.
| Recorde                                                                                   | Número                        | Detentor anterior do recorde                        | Superado por                                            | Notas |
| ----------------------------------------------------------------------------------------- | ----------------------------- | --------------------------------------------------- | ------------------------------------------------------- | --- |
| Maior fim de semana de abertura e fim de semana único bruto                               | US$ 257 milhões               | Star Wars: The Force Awakens – US$ 247 milhões      | Avengers: Endgame – US$ 357 milhões                     | |
| Maior receita de fim de semana de abertura da primavera                                   | US$ 257 milhões               | Beauty and the Beast – US$ 174 milhões              | Avengers: Endgame – US$ 357 milhões                     | |
| Maior receita de fim de semana de abertura de abril                                       | US$ 257 milhões               | Furious 7 – US$ 147 milhões                         | Avengers: Endgame – US$ 357 milhões                     | |
| Maior fim de semana de abertura de um filme com classificação PG-13                       | US$ 257 milhões               | Star Wars: The Force Awakens – US$ 247 milhões      | Avengers: Endgame – US$ 357 milhões                     | |
| Mais rápido a faturar US$ 150 milhões                                                     | 2 dias                        | Star Wars: The Force Awakens – 2 dias               | Avengers: Endgame – 1 dia                               | Infinity War arrecadou US$ 188 milhões na época. The Force Awakens arrecadou US$ 187 milhões. |
| Mais rápido a faturar US$ 200 milhões                                                     | 3 dias                        | Star Wars: The Force Awakens – 3 dias               | Avengers: Endgame – 2 dias                              | Infinity War arrecadou US$ 257 milhões na época. The Force Awakens arrecadou US$ 247 milhões. |
| Mais rápido a faturar US$ 250 milhões                                                     | 3 dias                        | Star Wars: The Force Awakens – 4 dias               | Avengers: Endgame – 2 dias                              | Infinity War arrecadou US$ 257 milhões na época. |
| Maior receita de abril em um único dia                                                    | US$ 106 milhões               | Furious 7 – US$ 67,4 milhões                        | Avengers: Endgame – US$ 157 milhões                     | Na sexta-feira, 27 de abril de 2018. Para Furious 7, foi na sexta-feira de 3 de abril de 2015. Para Endgame, foi na sexta-feira de 26 de abril de 2019. Infinity War também produziu o segundo e o terceiro maior faturamento em um único dia de abril, nos dois dias seguintes.                                                                                       |
| Maior arrecadação bruta de sexta-feira (ou seja, excluindo visualizações da quinta-feira) | US$ 66,9 milhões              | Jurassic World – US$ 63,4 milhões                   | Avengers: Endgame – US$ 96,7 milhões                    | Em 27 de abril de 2018. Para Jurassic World, foi em 12 de junho de 2015. Para Endgame, foi em 26 de abril de 2019. |
| Maior arrecadação bruta de sábado                                                         | US$ 82,1 milhões              | Jurassic World – US$ 69,6 milhões                   | Avengers: Endgame – US$ 109 milhões                     | Em 28 de abril de 2018. Para Jurassic World, foi em 13 de junho de 2015. Para Endgame, foi em 27 de abril de 2019. |
| Maior arrecadação bruta de sábado ajustada pela inflação                                  | est. 8,7 milhões de ingressos | The Avengers – est. 8,5 milhões de ingressos        | Avengers: Endgame – est. 12,1 milhões de ingressos      | Em 28 de abril de 2018. O recorde de The Avengers foi estabelecido em 5 de maio de 2012. Para Endgame, foi em 27 de abril de 2019. |
| Maior arrecadação bruta de domingo                                                        | US$ 69,2 milhões              | Star Wars: The Force Awakens – US$ 60,5 milhões     | Avengers: Endgame – US$ 90,3 milhões                    | Em 29 de abril de 2018. Para The Force Awakens, foi em 20 de dezembro de 2015. Para Endgame, foi em 28 de abril de 2019. |
| Maior arrecadação bruta de domingo ajustada pela inflação                                 | est. 7,3 milhões de ingressos | The Avengers – est. 7,0 milhões de ingressos        | Avengers: Endgame – est. 10,0 milhões de ingressos      | Em 29 de abril de 2018. O recorde de The Avengers foi estabelecido em 5 de maio de 2012. Para Endgame, foi em 28 de abril de 2019. |
| Maior arrecadação bruta de segunda-feira em abril                                         | US$ 25,2 milhões              | Furious 7 – US$ 14 milhões                          | Avengers: Endgame – US$ 36,8 milhões                    | Em 30 de abril de 2018. Para Furious 7, foi em 6 de abril de 2015. Para Endgame, foi em 29 de abril de 2019. |
| Maior arrecadação bruta de abertura de 3 dias                                             | US$ 257 milhões               | Star Wars: The Force Awakens – US$ 247 milhões      | Avengers: Endgame – US$ 357 milhões                     | |
| A mais ampla abertura de um filme PG-13                                                   | 4.474 salas de cinemas        | The Twilight Saga: Eclipse – 4.468 salas de cinemas | Jurassic World: Fallen Kingdom – 4.475 salas de cinemas | Também foi a segunda maior estreia na época, depois das 4.529 salas de cinemas de Despicable Me 3. |
| O mais amplo lançamento de um filme PG-13                                                 | 4.474 salas de cinemas        | The Twilight Saga: Eclipse – 4.468 salas de cinemas | Jurassic World: Fallen Kingdom – 4.485 salas de cinemas | Também foi o segundo maior lançamento na época, depois das 4.535 salas de cinemas de Despicable Me 3. |
| Filme número um de final de semana único agregado de maior bilheteria                     | US$ 314 milhões               | 18–20 de dezembro de 2015 – US$ 313 milhões         | 26–28 de abril de 2019 – US$ 402 milhões                | O número representa a receita bruta combinada de todos os filmes nos cinemas no fim de semana de 27 a 29 de abril de 2018, dos quais Infinity War arrecadou US$ 257 milhões (82,0%). Star Wars: The Force Awakens contribuiu com US$ 247 milhões (79,2%) para o recorde anterior. Avengers: Endgame contribuiu com US$ 357 milhões (88,8%) e ultrapassou Infinity War. |
| Filme número um único de maior bilheteria de abril                                        | US$ 1,02 bilhão               | Abril 2017 – US$ 812 milhões                        | Abril 2019 – US$ 1,03 bilhão                            | Infinity War representou 27,7% das receitas. O valor bruto de The Fate of the Furious representou 23,8% do recorde anterior. O valor bruto de Avengers: Endgame correspondeu a 41,3% e ultrapassou Infinity War. |
| Maior lacuna entre o primeiro e o segundo filmes de maior bilheteria em um fim de semana  | US$ 246 milhões               | Star Wars: The Force Awakens – US$ 233 milhões      | Avengers: Endgame – US$ 348 milhões                     | O segundo filme de maior bilheteria entre 27 e 29 de abril de 2018 foi A Quiet Place. Para The Force Awakens (18 a 20 de dezembro de 2015) foi Alvin and the Chipmunks: The Road Chip. Para Endgame (26 a 28 de abril de 2019) foi Captain Marvel. |

## Outros territórios
Avengers: Infinity War arrecadou US$ 1.369.544.272 fora do mercado dos Estados Unidos e Canadá. O filme se tornou o filme de maior bilheteria de todos os tempos em mais de dez mercados na América Latina e na Ásia. Também estabeleceu vários recordes de abertura em mais de 20 mercados em todos os continentes, exceto Oceania e Antártica. Dados sobre números precisos, detentores de recordes anteriores e recordes superados são limitados devido à ausência de rastreadores de recordes de bilheteria para esses mercados.
| Recorde                                                  | Território                       | Número           | Detentor anterior do recorde                     | Superado por                                         | Notas |
| -------------------------------------------------------- | -------------------------------- | ---------------- | ------------------------------------------------ | ---------------------------------------------------- | --- |
| Filme de maior bilheteria                                | Bolívia                          | US$ 3,5 milhões  | —                                                | Avengers: Endgame                                    | |
| Filme de maior bilheteria                                | Brasil                           | US$ 66,6 milhões | —                                                | Avengers: Endgame – US$ 72,5 milhões                 | |
| Filme de maior bilheteria                                | América Central                  | US$ 13,7 milhões | —                                                | —                                                    | |
| Filme de maior bilheteria                                | Chile                            | US$ 14,6 milhões | —                                                | Avengers: Endgame                                    | |
| Filme de maior bilheteria                                | Equador                          | US$ 7,3 milhões  | —                                                | Avengers: Endgame                                    | |
| Filme de maior bilheteria                                | Indonésia                        | US$ 25,2 milhões | —                                                | —                                                    | |
| Filme de maior bilheteria                                | Malásia                          | US$ 17,3 milhões | —                                                | —                                                    | |
| Filme de maior bilheteria                                | México                           | US$ 60,0 milhões | —                                                | —                                                    | |
| Filme de maior bilheteria                                | Mongólia                         | —                | —                                                | —                                                    | |
| Filme de maior bilheteria                                | Peru                             | US$ 11,1 milhões | —                                                | Avengers: Endgame                                    | |
| Filme de maior bilheteria                                | Filipinas                        | US$ 23,2 milhões | —                                                | —                                                    | |
| Filme de maior bilheteria                                | Cingapura                        | US$ 12,1 milhões | —                                                | Avengers: Endgame                                    | |
| Filme de maior bilheteria                                | Venezuela                        | US$ 2,6 milhões  | —                                                | —                                                    | |
| Filme de maior bilheteria                                | Vietnã                           | US$ 8,2 milhões  | —                                                | —                                                    | |
| Maior receita bruta de fim de semana de abertura         | Bolívia                          | US$ 913 mil      | —                                                | Avengers: Endgame – US$ 1,1 milhão                   | |
| Maior receita bruta de fim de semana de abertura         | Brasil                           | US$ 19,0 milhões | —                                                | Avengers: Endgame – US$ 26,3 milhões                 | |
| Maior receita bruta de fim de semana de abertura         | América Central                  | —                | —                                                | Avengers: Endgame                                    | |
| Maior receita bruta de fim de semana de abertura         | Chile                            | US$ 4,5 milhões  | —                                                | Avengers: Endgame – US$ 6,5 milhões                  | |
| Maior receita bruta de fim de semana de abertura         | China                            | US$ 199 milhões  | The Fate of the Furious – US$ 184 milhões        | The Wandering Earth – US$ 300 milhões                | Na moeda local, The Fate of the Furious teve uma abertura bruta maior em 2017 (RMB 1,35 bilhões contra RMB 1,26 bilhões de Infinity War), mas devido às flutuações de paridade RMB-USD, Infinity War arrecadou US$ 199 milhões contra US$ 184 milhões de Furious 8. |
| Maior receita bruta de fim de semana de abertura         | Equador                          | —                | The Fate of the Furious – US$ 2,0 milhões        | Avengers: Endgame                                    | |
| Maior receita bruta de fim de semana de abertura         | Hong Kong                        | US$ 8,0 milhões  | Avengers: Age of Ultron – US$ 6,3 milhões        | Avengers: Endgame – US$ 12,6 milhões                 | |
| Maior receita bruta de fim de semana de abertura         | Indonésia                        | US$ 11,4 milhões | —                                                | Avengers: Endgame – US$ 15,4 milhões                 | |
| Maior receita bruta de fim de semana de abertura         | Malásia                          | US$ 8,4 milhões  | —                                                | Avengers: Endgame – US$ 10,0 milhões                 | |
| Maior receita bruta de fim de semana de abertura         | México                           | US$ 25,1 milhões | Captain America: Civil War – US$ 20,4 milhões    | Avengers: Endgame – US$ 31,9 milhões                 | |
| Maior receita bruta de fim de semana de abertura         | Peru                             | —                | —                                                | Avengers: Endgame                                    | |
| Maior receita bruta de fim de semana de abertura         | Filipinas                        | US$ 12,5 milhões | —                                                | Avengers: Endgame – US$ 17,9 milhões                 | |
| Maior receita bruta de fim de semana de abertura         | Rússia                           | US$ 17,6 milhões | —                                                | —                                                    | |
| Maior receita bruta de fim de semana de abertura         | África do Sul                    | US$ 2,0 milhões  | —                                                | Avengers: Endgame                                    | |
| Maior receita bruta de fim de semana de abertura         | Coreia do Sul                    | US$ 39,1 milhões | The Admiral: Roaring Currents – US$ 25,7 milhões | Avengers: Endgame                                    | |
| Maior receita bruta de fim de semana de abertura         | Tailândia                        | US$ 9,9 milhões  | The Fate of the Furious – US$ 4,9 milhões        | Avengers: Endgame                                    | |
| Maior receita bruta de fim de semana de abertura         | Emirados Árabes Unidos           | —                | —                                                | Avengers: Endgame                                    | |
| Maior receita bruta de fim de semana de abertura         | Venezuela                        | US$ 1,7 milhões  | —                                                | —                                                    | |
| Maior receita bruta de fim de semana de abertura         | Vietnã                           | —                | —                                                | Avengers: Endgame                                    | |
| Maior receita bruta de fim de semana de abertura         | África Ocidental                 | —                | —                                                | Avengers: Endgame                                    | |
| Maior receita bruta de dia de abertura                   | Bolívia                          | —                | —                                                | Avengers: Endgame                                    | |
| Maior receita bruta de dia de abertura                   | Brasil                           | US$ 4,8 milhões  | —                                                | Avengers: Endgame – US$ 7 milhões                    | |
| Maior receita bruta de dia de abertura                   | América Central                  | —                | —                                                | Avengers: Endgame                                    | |
| Maior receita bruta de dia de abertura                   | Chile                            | —                | Star Wars: The Force Awakens                     | Avengers: Endgame                                    | |
| Maior receita bruta de dia de abertura                   | Hong Kong                        | US$ 1,4 milhões  | —                                                | Avengers: Endgame – US$ 2,7 milhões                  | |
| Maior receita bruta de dia de abertura                   | Indonésia                        | US$ 1,8 milhões  | —                                                | Avengers: Endgame – US$ 2,5 milhões                  | |
| Maior receita bruta de dia de abertura                   | Malásia                          | US$ 1,5 milhões  | —                                                | Avengers: Endgame – US$ 2 milhões                    | |
| Maior receita bruta de dia de abertura                   | Peru                             | —                | Star Wars: The Force Awakens                     | Avengers: Endgame                                    | |
| Maior receita bruta de dia de abertura                   | Filipinas                        | US$ 2,7 milhões  | —                                                | Avengers: Endgame – US$ 3,9 milhões                  | |
| Maior receita bruta de dia de abertura                   | Rússia                           | US$ 4,9 milhões  | —                                                | Avengers: Endgame – US$ 7,8 milhões                  | |
| Maior receita bruta de dia de abertura                   | Coreia do Sul                    | US$ 6,5 milhões  | —                                                | Jurassic World: Fallen Kingdom – US$ 9,7 milhões     | Valor bruto de 980 mil admissões. Para Fallen Kingdom, foi de mais de 1 milhão de admissões. |
| Maior receita bruta de dia de abertura                   | Tailândia                        | US$ 1,8 milhões  | —                                                | Avengers: Endgame – US$ 2,4 milhões                  | |
| Maior receita bruta de dia de abertura                   | Emirados Árabes Unidos           | —                | —                                                | —                                                    | |
| Maior receita bruta de dia de abertura                   | Vietnã                           | US$ 1,3 milhões  | —                                                | Avengers: Endgame                                    | |
| Maior arrecadação do sábado                              | Reino Unido                      | —                | —                                                | —                                                    | |
| Dia de abertura de abril de maior bilheteria             | França                           | US$ 3,9 milhões  | —                                                | —                                                    | |
| Maior receita bruta de fim de semana de abertura de IMAX | Brasil                           | —                | Star Wars: The Force Awakens                     | Avengers: Endgame                                    | Infinity War estabeleceu esse recorde em 19 mercados. |
| Maior receita bruta de fim de semana de abertura de IMAX | China                            | US$ 20,3 milhões | The Fate of the Furious – US$ 13,3 milhões       | Avengers: Endgame                                    | Infinity War estabeleceu esse recorde em 19 mercados. |
| Maior receita bruta de fim de semana de abertura de IMAX | Itália                           | —                | Star Wars: The Last Jedi                         | Avengers: Endgame                                    | Infinity War estabeleceu esse recorde em 19 mercados. |
| Maior receita bruta de fim de semana de abertura de IMAX | Coreia                           | —                | —                                                | —                                                    | Infinity War estabeleceu esse recorde em 19 mercados. |
| Maior receita bruta de fim de semana de abertura de IMAX | México                           | —                | —                                                | Avengers: Endgame                                    | Infinity War estabeleceu esse recorde em 19 mercados. |
| Maior receita bruta de fim de semana de abertura de IMAX | Rússia                           | US$ 2,2 milhões  | Star Wars: The Force Awakens                     | —                                                    | Infinity War estabeleceu esse recorde em 19 mercados. |
| Maior receita bruta de fim de semana de abertura de IMAX | Emirados Árabes Unidos           | —                | The Fate of the Furious                          | Avengers: Endgame                                    | Infinity War estabeleceu esse recorde em 19 mercados. |
| Maior receita bruta de IMAX                              | China                            | >US$ 40 milhões  | —                                                | Avengers: Endgame – US$ 76,2 milhão                  | Foi o primeiro filme a arrecadar US$ 40 milhões. |
| Filme de super-herói de maior bilheteria                 | Fora do mercado dos EUA e Canadá | US$ 1,33 bilhão  | Avengers: Age of Ultron – US$ 949 milhões        | Avengers: Endgame – US$ 1,66 bilhão                  | |
| Filme estrangeiro de maior bilheteria                    | Índia                            | US$ 43,5 milhões | —                                                | Avengers: Endgame – ₹ 4,1 bilhão (US$ 57,16 milhões) | |